# Hermann Johannes Pfannenstiel
Hermann Johannes Pfannenstiel (ur. 28 czerwca 1862 w Berlinie, zm. 3 lipca 1909 w Kilonii) – niemiecki lekarz ginekolog i położnik. Wprowadził do położnictwa nową technikę cięcia chirurgicznego, znaną do dziś jako cięcie Pfannenstiela, dokonał też istotnych obserwacji nad nowotworami jajników.

## Życiorys
Johannes Pfannenstiel urodził się w Berlinie w 1862 roku jako syn dyrektora banku Hermanna Pfannenstiela (1829-1896) i Johanny z domu Bornitz. Wbrew życzeniom ojca zdecydował się studiować medycynę, przez co ten pozbawił go finansowego wsparcia. Studiował na Uniwersytecie Fryderyka Wilhelma w rodzinnym mieście i 13 sierpnia 1885 roku został doktorem medycyny. Następnie praktykował w Berlinie u von Rabenaua, w Poznaniu u Pauly’ego i, od 1887, we Wrocławiu u Heinricha Fritscha. 23 kwietnia 1890 roku habilitował się i został Privatdozentem. Jako asystent we Wrocławiu współpracował z Heidenhainem, Flüggem, Mikuliczem-Radeckim, Ponfickiem, Bornem, Lubarschem i Röhmannem. Od 1896 roku praktykował na oddziale położniczym wrocławskiego Szpitala Elżbietanek (Krankenhaus der Elisabethinerinnen). 27 marca 1902 roku otrzymał katedrę położnictwa i ginekologii w Gießen, gdzie zastąpił Löhleina. Pięć lat później przyjął ofertę Uniwersytetu w Kilonii objęcia tamtejszej katedry położnictwa i ginekologii. Od 1881 roku był sekretarzem Niemieckiego Towarzystwa Ginekologicznego (Deutsche Gesellschaft für Gynäkologie). Od 1896 był jednym z redaktorów czasopisma Archiv für Gynäkologie. 
W 1889 roku poślubił Elisabeth Behlendorff, z którą miał syna Wilhelma (1890-1982). Zmarł 3 lipca 1909 roku z powodu posocznicy wywołanej zakażeniem środkowego palca lewej ręki, skaleczonego podczas operacji ropnia przydatków.

## Dorobek naukowy

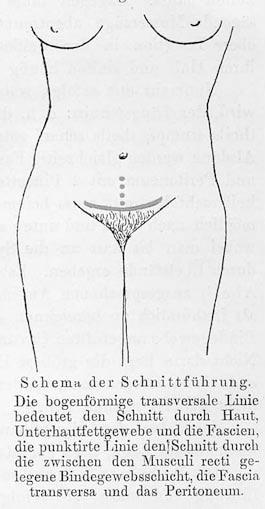
Schemat przedstawiający wprowadzone przez Pfannenstiela cięcie

Pfannenstiel napisał liczne prace z dziedziny patologii układu moczowo-płciowego i chorób ginekologicznych. W 1908 roku przedstawił pierwszy opis choroby hemolitycznej noworodków (historycznie określanej nazwą choroby albo zespołu Pfannenstiela). Jako pierwszy rozróżnił gruczolakotorbielaki jajnika surowicze i śluzowe.
Pfannenstiel pamiętany jest również jako pomysłodawca tzw. cięcia Pfannenstiela, stosowanego w chirurgii położniczej do dziś. Opis tej metody, będącej zmodyfikowaną techniką cięcia według Kehrera, przedstawił w 1900 roku, powołując się w swojej pracy na 51 przeprowadzonych zabiegów. Cięcie Pfannenstiela zmniejszyło częstość przepuklin w bliźnie operacyjnej, poprawiło też kosmetyczne efekty operacji położniczych.

## Wybrane prace

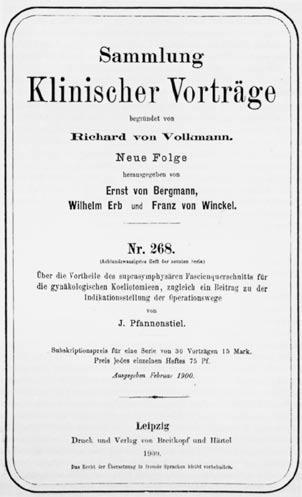
Strona tytułowa pracy z 1900 roku

- Über die Vorteile des suprasymphysären Faszienquerschnitts für die gynäkologischen Köliotomien, zugleich ein Beitrag zu der Indikationsstellung der Operationswege. W: Sammlung klinischer Vorträge N.F. no. 268, Gynäkologie Nr 97, Leipzig 1900, ss. 1735–1756
- Über die Krankheiten des Eiertstockes und des Nebeneierstockes.
- Über die Geschwülste des Uterus (das traubige Sarkom), doppelte Carcinome, die Adenomyome).
- Über Schwangerschaft bei Uterus didelphys. Über künstl. Frühgeburt.
- Über das Deciduoma malignum.
- Über Eieinbettung und Placentarentwicklung, über die Herkunft des Syncytium.
- Ueber die Pseudomucine der cystischen Ovariengeschwülste. Leipzig, A. T. Engelhardt, 1890.